# The Magic Mountain
The Magic Mountain (Frans: La Montagne magique) is een Roemeens-Frans-Poolse animatiefilm uit 2015, geschreven en geregisseerd door Anca Damian. De film ging in première op 17 juni op het Festival international du film d'animation d'Annecy.
De film is, na Crulic - The Path to Beyond (2011), het tweede deel uit haar geplande trilogie over het leven van echte helden.

## Verhaal
Adam Jacek Winkler (1937-2002) was een Pools avonturier, fotograaf, kunstenaar en bergbeklimmer die gevlucht was naar Frankrijk. Hij was een idealist die wordt omschreven als een Don Quichot van de twintigste eeuw. Hij ging onder meer in de jaren 1980 naar Afghanistan om in het leger mee te vechten tegen de Sovjet-Unie en beklom de Mont Blanc om op de top een vlag neer te planten waarop "solidariteit" stond geschreven, dit als teken van steun aan het Afghaanse volk.

## Productie
Deze animatiefilm is een documentaire bedoeld voor een volwassen publiek. Er worden verscheidene animatietechnieken gebruikt zoals handgetekende animatie, cut-out en rotoscopie. Tevens werden er live-action-beelden in verwerkt, gebruik makend van Winklers persoonlijke foto’s, schetsen en video’s.